# Emmanuel Peux
Emmanuel André Peux, né le 12 août 1882 à Fort-de-France en Martinique et mort pour la France le 10 novembre 1914 à Zonnebeke en Belgique, est un athlète français, spécialiste du saut en hauteur sans élan et du saut en longueur sans élan.

## Biographie
Licencié au Stade toulousain, il s'illustre dès 1910 en battant à 17 ans le record du saut en hauteur sans élan du comité des Pyrénées avec un saut à 1,47 m. Il saute également 3,03 m à la longueur sans élan.
En 1911, il remporte le concours de saut en hauteur sans élan du Grand Prix d'Athlétisme du Comité des Pyrénées en battant de nouveau le record régional avec un saut à 1,50 m.
Il ne conserve pas son titre de champion régional en 1912 et termine 2e à la hauteur sans élan et 3e à la longueur sans élan. Il participe au championnat de France 1912 en saut en hauteur sans élan mais ne parvient pas en finale et ne se qualifie donc pas pour les Jeux Olympiques de 1912.
En 1913, il bat le record de France du saut en hauteur sans élan lors du championnat des Pyrénées avec un saut à 1,52 m. Qualifié pour les championnats de France, il y remporte les deux concours de saut sans élan avec des sauts de 3,22 m à la longueur et 1,51 m à la hauteur.
À l'invitation du marquis de Polignac, il s'entraine selon la méthode Hébert durant un mois à la fin de l'été 1913 au Collège d'athlètes de Reims nouvellement ouvert. Les effets de cet entrainement tels que rapportés par L'Auto sont impressionnants puisqu'il y gagne plus de 2,5 kg de masse musculaire et plusieurs centimètres de tour de cuisse, ceinture, thorax ou épaules.
En 1914, il termine 2e du concours de saut en hauteur sans élan du championnat de France en sautant 1,48 m, derrière Géo André qui saute 1,53 m.
Fils du procureur de la République de la Martinique, il étudie le droit à Toulouse. Il est conscrit à Nantes où réside sa mère veuve. Incorporé au 77e RI à partir du 10 août 1913, il meurt au combat le 10 novembre 1914 lors de la Bataille des Flandres.

## Palmarès
| Date         | Compétition           | Lieu     | Résultat          | Épreuve                    | Performance |
| ------------ | --------------------- | -------- | ----------------- | -------------------------- | ----------- |
| 22 juin 1913 | Championnat de France | Colombes | Médaille d'or     | Saut en hauteur sans élan  | 1,50 m      |
| 22 juin 1913 | Championnat de France | Colombes | Médaille d'or     | Saut en longueur sans élan | 3,22 m      |
| 21 juin 1914 | Championnat de France | Colombes | Médaille d'argent | Saut en hauteur sans élan  | 1,48 m      |

| Date           | Compétition                       | Lieu     | Résultat           | Épreuve                    | Performance |
| -------------- | --------------------------------- | -------- | ------------------ | -------------------------- | ----------- |
| 9 juillet 1911 | Grand Prix du Comité des Pyrénées | Toulouse | Médaille d'or      | Saut en hauteur sans élan  | 1,50 m      |
| 2 juin 1912    | Championnat des Pyrénées          | Toulouse | Médaille d'argent  | Saut en hauteur sans élan  | 1,40 m      |
| 2 juin 1912    | Championnat des Pyrénées          | Toulouse | Médaille de bronze | Saut en longueur sans élan | 3,01 m      |
| 8 juin 1913    | Championnat des Pyrénées          | Toulouse | Médaille d'or      | Saut en hauteur sans élan  | 1,52 m      |
| 8 juin 1913    | Championnat des Pyrénées          | Toulouse | Médaille d'or      | Saut en longueur sans élan | 3,25 m      |

## Records
Il est détenteur du record de France du saut en hauteur sans élan du 8 juin 1913 au 21 juin 1914 avec un saut à 1,52 m.
| Épreuve                    | Performance | Lieu     | Date        |
| -------------------------- | ----------- | -------- | ----------- |
| Saut en hauteur sans élan  | 1,52 m      | Toulouse | 8 juin 1913 |
| Saut en longueur sans élan | 3,25 m      | Toulouse | 8 juin 1913 |